# Ђузепе Алезио
Ђузепе Алезио (1612-1647) био је италијански златар и вођа устанка на Сицилији против шпанске власти 1647. године.

## Биографија
Улазак Шпаније у Тридесетогодишњи рат продубио је економску кризу у Италији. Шпанија је рат финансирала делом из пореза које је наметнула италијанским државама. Високи порези изазвали су избијање више устанка у Италији. У пролеће 1647. године букнуо је у Палерму на Сицилији народни устанак. Доње занатлијске и плебенске слојеве предводио је златар Ђузепе Алезио из Полиција. Устаници су покушали да организују демократску републику. Устанак су подржавали многи градови на острву. Међутим, нова сицилијанска престоница, Месина, није ступила у рат што је омогућило Шпанцима да прикупе снаге. Користећи се унутрашњим сукобима у редовима устаника, шпанске власти угушиле су устанак. Алезио је заробљен и погубљен.